# Hosszú-hegyi 3. sz. barlang
A Hosszú-hegyi 3. sz. barlang a Duna–Ipoly Nemzeti Park területén lévő Pilis hegységben található egyik barlang. Turista útikalauzokban is ismertetve van.

## Leírás
Csobánka szélén, a Hosszú-hegy 475 m-es (DK-i) csúcsától ÉNy-ra 200 m-re, a zöld sáv jelzésű turistaút nagy, derékszögű kanyarjától 200°-ra 20 m-re van a barlang bejárata. A háromszög alakú, kicsi bejárat egy kis sziklás berogyásban található. A bejárat után egy hasadék mentén kioldódott szűk akna helyezkedik el, amelyben néhány borsókő figyelhető meg. Kőzettörmelék és beesett fadarabok zárják el a továbbvezető utat az akna alján. Csak barlangjáró alapfelszerelés szükséges a 6 m mély, száraz barlang bejárásához.
2011-ben volt először Hosszú-hegyi 3. sz. barlangnak nevezve a barlang az irodalmában. Előfordul irodalmában Hosszú-hegyi III. barlang (Kordos 1984), Hosszú-hegyi 3.sz. barlang (Kárpát 1991), hosszú-hegyi Szűkszájú-zsomboly (Kordos 1984), Hosszú-hegyi-zsomboly (Mezei 1967), Hosszúhegyi-zsomboly (Bertalan 1976) és Szükszájú-zsomboly (Bertalan 1976) neveken is.

## Kutatástörténet
Az 1948. évi Hidrológiai Közlönyben publikálva lett, hogy a Hosszú-hegy kiemelkedésével alábbszállt a Hosszú-hegyben a karsztvízszint és megszűnt a működése a Ziribári-, Hosszúhegyi-, Pilisszántói- és Szurdokvölgyi-barlangok forrássorozatának. Az 1967-ben napvilágot látott Pilis útikalauz című könyvben az jelent meg, hogy a Hosszú-hegy gerincén, a nyereg közvetlen közelében, néhány lépésre attól a ponttól, ahol a zöld jelzésű turistaút a völgyből a gerincre érve jobbra fordul, található a 7–8 m mély, kövekkel lefedett bejáratú, szűk Hosszú-hegyi-zsomboly. Az 1974-ben megjelent Pilis útikalauz című könyvben, a Pilis hegység és a Visegrádi-hegység barlangjainak jegyzékében (19–20. old.) meg van említve, hogy a Pilis hegység és a Visegrádi-hegység barlangjai között van a Hosszú-hegyi-zsomboly. A Pilis hegység barlangjait leíró rész Hosszú-hegyi-zsombolyról szóló leírása megegyezik az 1967-es útikalauz Hosszú-hegyi 3. sz. barlangot bemutató leírásával.
A Bertalan Károly által írt és 1976-ban befejezett kéziratban az olvasható, hogy a Pilis hegységben, a Pilis-vonulatban, Csobánkán elhelyezkedő Hosszúhegyi-zsomboly másik neve Szükszájú-zsomboly. A Hosszú-hegy gerincén, a nyereg közvetlen közelében, a zöld jelzésű turistaút kanyarjánál van a barlang bejárata, amely egy rendkívül szűk nyílás. A zsomboly jellegű barlang 7,5 m mély. A kézirat barlangra vonatkozó része 1 irodalmi mű alapján lett írva. Az 1976. évi MKBT Meghívó szerint 1976-ban az FTSK Barlangkutató Szakosztálynak volt kutatási engedélye a Pilis hegységben lévő Hosszuhegyi-zsomboly és barlang kutatásához.
Az 1977. évi MKBT Beszámolóban lévő Ferencvárosi Természetbarátok Sportköre Barlangkutató Szakosztályának 1977. évi jelentésében meg van említve, hogy a Hosszu-hegyi III. barlang adatai megtalálhatók az FTSK Szabó József Csoportjának tudományos igényű különjelentésében. Az 1977. évi MKBT Beszámolóban publikált FTSK Barlangkutató Szakosztálya Szabó József Csoportjának 1977. évi jelentésében szó van arról, hogy a Hosszú-hegy gerincén bemélyedések vannak a 26. számú erdészeti karótól DK-re a Hosszú-hegyi 3. sz. barlang környékéig. A 27. számú bemélyedésből nyílik a barlang. A barlang bejáratában és környékén nem tapasztalható olyan beavatkozás, amely szerint a bemélyedés mesterséges eredetű lenne.
A Hosszu-hegyi III. számu barlangnak a Hosszú-hegy gerincén, a Háromlyukú-zsomboly közelében, a zöld jelzésű turistaúttól néhány m-re van a bejárata, amint azt a 11. és 14. számú ábrák mutatják. A barlang bejárata a 14. ábrán 27-es számmal jelölt berogyás É-i oldalán nyílik. A bejárati nyílás alatti kis üreg egy, a barlangot magába foglaló dachsteini mészkő pados rétegeit követő dőlésű rövid, ferde folyosóval egy 5 m mély aknához vezet. Az akna alját alkotó törmeléktől kb. 3 m-re a pados mészkő rétegekből egy párkány jött létre. Ettől kezdve az akna szelvénye fokozatosan szűkül, alját agyagba ágyazott apró kőtörmelék fedi.

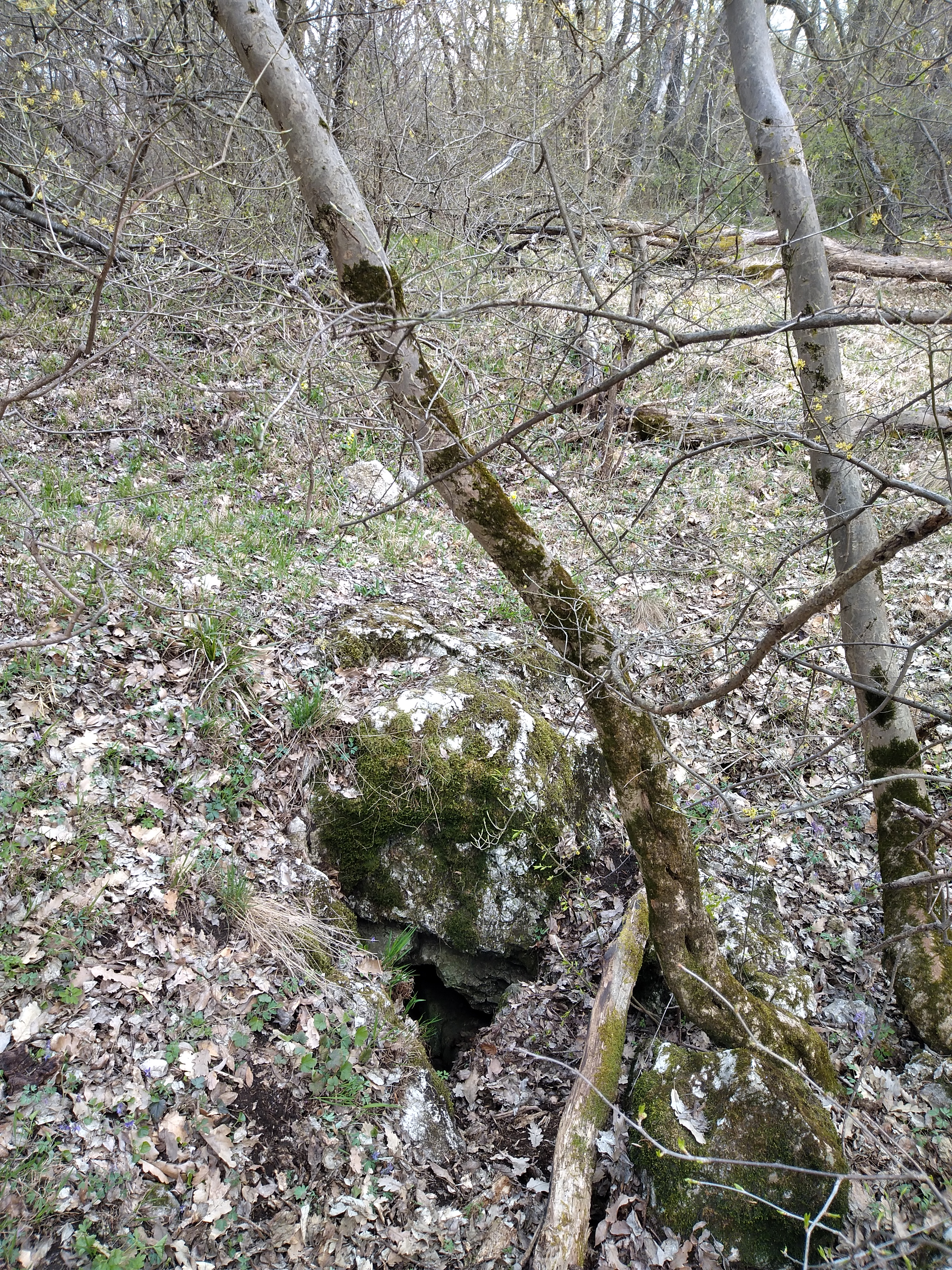
A Hosszú-hegyi 3. sz. barlang bejárata és a bejárat környéke

A kiadványban van egy rajz, amelyen a Háromlyukú-zsomboly környékének morfológiai vázlata látható. A rajzon megfigyelhető a Hosszú-hegyi 3. sz. barlang (a rajzon III. Barlang) földrajzi elhelyezkedése és alaprajzi területe. A rajzot Szablyár Péter szerkesztette Havas Péter és Szablyár Péter felmérése alapján. A kiadványba bekerült a Hosszú-hegy barlangjainak földrajzi elhelyezkedését szemléltető rajz, amelyen a barlang III. barlang néven szerepel. A jelentésben megtalálható a barlang 1:100 méretarányú alaprajz térképe és hosszmetszet térképe 3 keresztmetszettel. Ennek a két Szablyár Péter által szerkesztett térképnek az elkészítéséhez Havas Péter és Szablyár Péter mérte fel a barlangot. A 137. oldal ábráján fel vannak tüntetve a barlang bejáratától 3 m-re (a 139. oldal szerint 2,5 m-re) mért szórványos hőmérséklet adatok.
Az FTSK Barlangkutató Szakosztálya Szabó József Csoportjának 1978. évi jelentésében az olvasható, hogy a csoport 1978 tavaszán folytatta a Hosszú-hegy tetején elhelyezkedő bemélyedések topográfiai felmérését a 26. számú erdészeti karótól ÉNy-ra, valamint a Hosszú-hegyi 3. sz. barlangtól DK-re eső területeken. A barlang környékén 20° a mészkőrétegek dőlésszöge. A jelentésben látható a felmérés eredménye a színes 2.4 ábrán, amelyen megfigyelhető a 3.sz.barlang földrajzi elhelyezkedése. Az 1978. évi MKBT Beszámolóban napvilágot látott az ábra fekete-fehér változata. Az 1983. évi Karszt és Barlangban van egy olyan ábra, amelyen a Pilis hegység Pilis hegytől Dunáig terjedő részének hossz-szelvénye látható. A rajzon megfigyelhető a terület jelentős barlangjainak földrajzi elhelyezkedése és az, hogy a barlangok mekkora tszf. magasságban helyezkednek el. Az ábrán szerepel a 445 m tszf. magasságban elhelyezkedő Hosszú-hegyi III. barlang. A barlang 4 m hosszú és 7 m mély.
Az 1984-ben napvilágot látott Magyarország barlangjai című könyv országos barlanglistájában szerepel a Pilis hegység barlangjai között a barlang hosszú-hegyi Szűkszájú-zsomboly néven Hosszú-hegyi III. barlang névváltozattal. A listához kapcsolódóan látható a Dunazug-hegység barlangjainak földrajzi elhelyezkedését bemutató 1:500 000-es méretarányú térképen a barlang földrajzi elhelyezkedése. 1990-ben Kárpát József szerkesztette meg a barlang 1:100 méretarányú, DNy–ÉK irányú hosszmetszet térképét. Az 1991-ben megjelent útikalauzban meg van ismételve az 1967-es útikalauzban lévő barlangismertetés. A Kárpát József által írt 1991-es összeállításban meg van említve, hogy a Hosszú-hegyi 3.sz. barlang (Pilisszántó) 7 m hosszú és 7 m mély.
Szokol Adrienn 2011-es kéziratában található egy helyszínrajz, amelyen a 4830-as barlangkataszteri terület barlangjainak földrajzi elhelyezkedése látható. Az ábrán meg lett jelölve a barlang földrajzi elhelyezkedése. A kéziratban az van írva, hogy a Hosszú-hegyi 3. sz. barlang a Hosszú-hegyen, 459 m tszf. magasságban nyílik. A tektonikus eredetű barlang 7,5 m hosszú és 6 m függőleges kiterjedésű. Az MKBT Tájékoztató 2011. november–decemberi füzetében meg van említve, hogy intenzív, alulról áramló légmozgás észlelhető a Szurdok-völgyi 2. sz. víznyelő alsó járataiban. A jelenségből egy nagy méretű, a Pilis hegy felől jövő, még feltáratlan patakos ágra lehet következtetni, vagy arra, hogy a Szurdok-völgyi 2. sz. víznyelő összefügg azokkal a hévizes tevékenységgel keletkezett, légteres barlangjáratokkal, amelyek a Hosszú-hegy felső részén találhatók.